# استپ جنگلی دائوری
بوم‌ناحیه استپی جنگلی دائوری (شناسه WWF: PA0804) گروهی از مراتع، زمین‌های بوته‌ای و جنگل‌های آمیخته در شمال شرقی مغولستان و منطقه سیبری، روسیه است که مسیر رودخانه اونون و رودخانه اولز و بخشی از شمال غربی چین را دنبال می‌کند. این منطقه به عنوان «دریای علف» توصیف شده است که بهترین و دست‌نخورده‌ترین نمونه از بوم‌سازگان استپی دست‌نخورده را تشکیل می‌دهد و همچنین یکی از آخرین مناطق در دیرین‌شمالگان است که هنوز از گله‌های پایدار مهره‌داران بزرگ در یک منطقه نیمه‌کوهستانی پشتیبانی می‌کند. این منطقه همچنین دارای تالاب‌های مسطح است که برای پرندگان مهاجر مهم است. این بوم‌ناحیه در قلمرو دیرین‌شمالگان است، با آب و هوای نیمه‌قطبی خشک-زمستانی (Köppen Dwc) که با آب و هوای نیمه‌خشک بسیار سرد (BSk) در بخش‌های جنوب غربی آن مرز دارد. حدود ۲۰۹٬۰۱۲ کیلومتر مربع (۸۰٬۷۰۰ مایل مربع) را پوشش می‌دهد.

## مکان و توصیف
این بوم‌ناحیه نزدیک به نیمی از کوه‌های خنتی می‌چرخد، سپس در ۱۰۰۰ کیلومتری شرق اولان باتور به شمال شرقی مغولستان از طریق منطقه نیمه‌خشک در جنوب و شرق چیتا، زابایکالسکی کرای، روسیه امتداد می‌یابد. یکی از ویژگی‌های برجسته رودخانه اونون است که از شرق از میان کوه‌های متوسط (ارتفاع ۱۴۰۰ تا ۱۸۰۰ متر) به رودخانه آمور می‌گذرد.